# Розе, Клод Антуан
Клод Антуан Розе (фр. Claude Antoine Rozet; 1798—1858) — французский геолог.
Обучался в Политехнической школе, а затем школе главного штаба. В 1830—33 годах служил в Алжире шефом эскадрона (майором) главного штаба, затем в течение 20 лет путешествовал по всей Франции, с целью проведения геологических изысканий. В 1853 году Розе был назначен начальником топографической станции в Папской области.

## Сочинения
- «Cours élémentaire de géognosie» (П., 1830)
- «Traité élémentaire de géologie» (1830)
- «Voyage dans la régence d’Alger» (1833)
- «Description géologique de la partie méridionale de le chaine des Vosges» (1834)
- «Sur la pluie en Europe» (1855)